# Seyyed Mūsá
Seyyed Mūsá (persiska: سیّد موسی, Cherīyeh-ye Seyyed Mūsá) är en ort i Iran.   Den ligger i provinsen Khuzestan, i den västra delen av landet, 500 km sydväst om huvudstaden Teheran. Seyyed Mūsá ligger 83 meter över havet och antalet invånare är 110.
Terrängen runt Seyyed Mūsá är platt, och sluttar österut. Runt Seyyed Mūsá är det ganska tätbefolkat, med 96 invånare per kvadratkilometer. Närmaste större samhälle är Susa, 8,2 km sydost om Seyyed Mūsá. Trakten runt Seyyed Mūsá består till största delen av jordbruksmark.